# Johann Christoph Denner
Johann Christoph Denner (batejat el 13 d'agost del 1655; enterrat 26 d'abril de 1707) fou un constructor d'instruments de vent de fusta del Barroc, a qui s'atribueix la invenció del clarinet.
Denner va néixer a Leipzig, Alemanya. Juntament amb el seu pare, Heinrich Denner, un fabricant de xiulets i trompes per a caçadors, va establir-se a Nuremberg el 1666. J. C. Denner es va establir com a luthier el 1678, negoci que adoptarien dos dels seus fills, Jacob i Johann David. En l'actualitat, es conserven uns seixanta-vuit instruments fabricats per J. C. Denner. Denner morí el 1707 i va ser enterrat a Nuremberg.
El 1730, Johann Gabriel Doppelmeyer va escriure sobre Denner: «Al començament del present segle, va inventar un nou tipus d'instrument de tub, l'anomenat clarinet […] que de fet era un chalumeau millorat.»
Prenent aquesta citació com a base, Denner ha estat considerat per molts teòrics el luthier responsable de la millora del chalumeau i la invenció del clarinet. Tot i que Doppelmeyer contextualitza la invenció del clarinet a principis del segle xviii, es creu que Denner el va inventar sobre el 1690, tot i que no hi ha proves sòlides per afirmar una o altra data. De fet, J. C. Denner podria no haver fabricat mai cap clarinet; només un instrument, propietat de la Universitat de Califòrnia, a Berkeley ha estat atribuït a ell, i recentment aquesta atribució ha estat posada en dubte. Un altre instrument possiblement fabricat per Denner va ser destruït durant la Segona Guerra Mundial. La primera referència coneguda i documentada a un clarinet és un rebut fer per Jacob Denner (fill de Johann Christoph) a un client i datat el 1710, tres anys després de la mort de J.C. Denner.